# 土地沼泽村
土地沼泽村（法語：Terre-et-Marais，法語發音：[tɛʁ e maʁɛ]）是法国芒什省的一个市镇，属于圣洛区。该市镇于2016年由原市镇圣乔治德博翁和桑特尼合并而成，行政中心位于桑特尼。

## 地理
土地沼泽村（49°14'18"N, 1°18'51"W）面积35.59 平方千米，位于法国诺曼底大区芒什省，该省份为法国西北部沿海省份，西、北、东北三面环大西洋，东起顺时针与卡爾瓦多斯省、奧恩省、马耶讷省和伊勒-维莱讷省接壤。
与土地沼泽村接壤的市镇（或旧市镇、城区）包括：歐韋爾、奥克赛、戈尔日、梅欧蒂、奈镇、赖村、塞沃河畔圣日耳曼、卡朗唐莱马赖、圣安德烈德博翁。
土地沼泽村的时区为UTC+01:00、UTC+02:00（夏令时）。

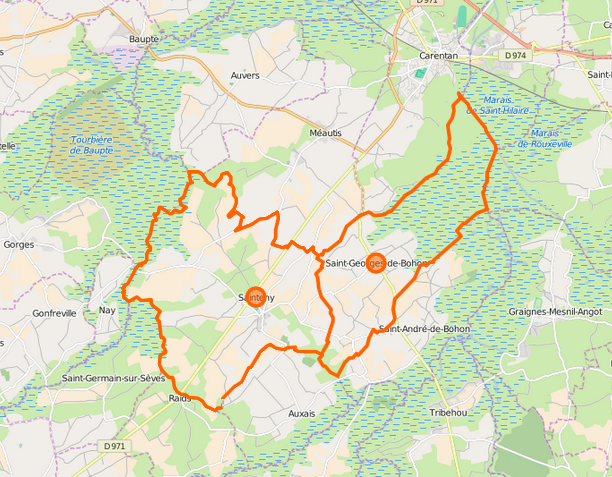
土地沼泽村的OSM定位图

## 行政
土地沼泽村的邮政编码为50500，INSEE市镇编码为50564。

## 政治
土地沼泽村所属的省级选区为卡朗唐莱马赖县。

## 人口
土地沼泽村于2022年1月1日时的人口数量为1288人。